# Nabais
Nabais is een plaats (freguesia) in de Portugese gemeente Gouveia en telt 429 inwoners (2001).